# بورصة نيوزلاندا
بورصة نيوزلاندا هي في جوهرها سوق الأسهم والمشتقات وأسواق الطاقة. لدعم تطوير أسواقها الأساسية، فإنها توفر خدمات التداول والمقاصة والتسوية والإيداع والبيانات. لضمان اتصالهم بشكل جيد بالمستثمرين النيوزيلنديين، تمتلك المصدر الوحيد لصناديق التبادل التجاري ومزود خدمة كيوي سيفر سوبرلايف.

## تاريخ
تعود جذور بورصة نيوزلندا إلى بورصات محلية صغيرة خلال حمى الذهب في العقدين السابع والثامن من القرن التاسع عشر في دنيدن وأوتاغو وأوكلاند وويلينغتون.
في عام 1983 اندمجت البورصات المحلية لتشكّل بورصة نيوزلندا.

## روابط خارجية
- الموقع الرسمي
- موقع مجموعة شركات NZX